# Apartment 1303 3D
Apartment 1303, más conocida como Apartamento 1303 o La maldición del piso 13, es una película de terror del año 2012. Dirigida por Michael Taverna, es remake de la historia original, escrita por Kei Ôishi. Es protagonizada por Mischa Barton, Rebecca De Mornay, John Diehl, entre otros.

## Sinopsis
Aunque el apartamento 1303 es céntrico y bonito, todas las chicas que entran a vivir en el acaban saltando al vacío desde sus ventanas. Janet (Julianne Michelle), se traslada al apartamento 1303, situado en el piso trece en un edificio del centro de Detroit. Janet está feliz, ya que ha decidido tener una propia vida alejada de su familia. Emily (Madison McAleer), una niña que vive en el edificio, le dice a Janet que una joven en ese mismo apartamento se suicidó, cosa que deja muy pensativa a Janet. En el apartamento empiezan a suceder cosas paranormales que inquietan a Janet y la obligan a llamar a su novio, Mark (Corey Sevier). 
Por otro lado, Lara (Mischa Barton), vive con su madre Maddie (Rebecca De Mornay), Lara sufre constantemente en esa casa, ya que su madre es una adicta al alcohol y se la pasa molestándole la vida. 
Janet y su novio tienen relaciones en el apartamento, pero después Mark tiene que irse. Janet se enfrenta al espíritu maligno que habita allí, y termina asesinada por aquel espíritu lleno de odio. 
Lara se va a vivir a ese apartamento para investigar sobre todas las personas que se han suicidado, pero hay algo muy maligno que ella no sabe y durante los días que se quede en el 1303 lo averiguará.

## Reparto
| Actor             | Personaje      |
| ----------------- | -------------- |
| Mischa Barton     | Lara Slate     |
| Rebecca De Mornay | Maddie Slate   |
| Julianne Michelle | Janet Slate    |
| Corey Sevier      | Mark Taylor    |
| John Diehl        | Detective      |
| Madison McAleer   | Emily          |
| Gordon Masten     | O'N            |
| Kathleen Mackey   | Jennifer Logan |
| Jessica Malka     | Libia Abrams   |